# 빌리 블랭크스

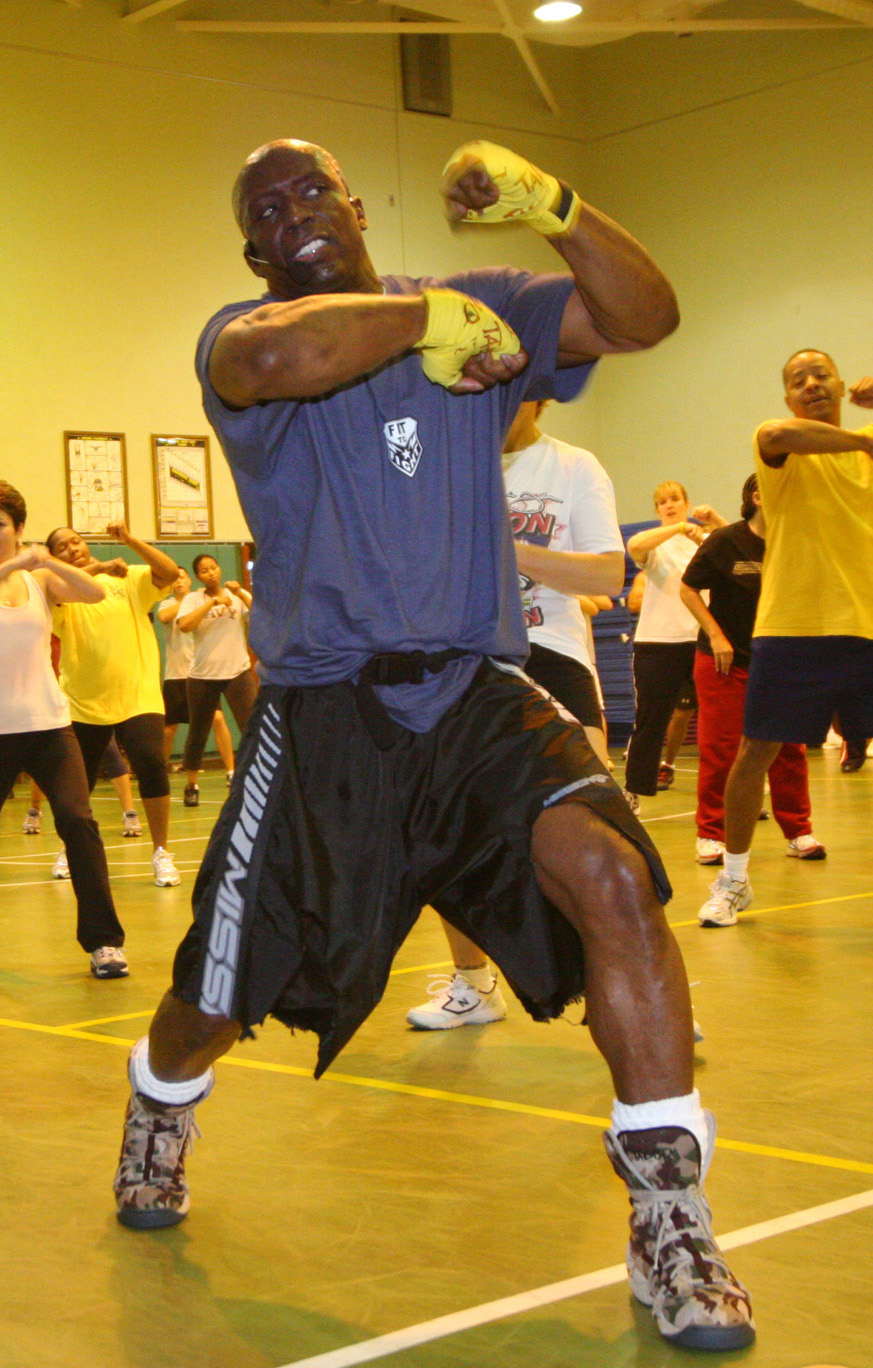
빌리 블랭크스

빌리 블랭크스(Billy Blanks, 1955년 9월 1일 ~)는 미국의 배우, 무술가, 작가이며, 태보 운동을 창시한 사람이다. 또한 그는 전 세계 미군 기지에서 군사 훈련을 맡았으며 재단을 세워 기부에도 힘썼다.
빌리 블랭크스는 1955년 9월 1일 이삭 블랭크스(Issac Blanks) 와 마벨린 블랭크스(Mabeline Blanks)의 15자녀 중 4번째로 가난한 펜실베이니아의 에리 거리에서 태어나 불우한 어린 시절을 보냈다. 그는 어려서 난독증과 고관절 장애로 많은 어려움을 겪었으며, 이로 인해 많은 감독들은 그가 무술에서 큰 업적을 이루지 못하리라 생각하였다. 그러나 빌리는 11살에 첫 무술 수업을 들은 후 빠른 속도로 성장하였다. 1975년에 그는 처음으로 아마추어 운동선수 연합 챔피언이 되었으며, 이후에도 이 타이틀을 5번 거머쥐게 된다. 빌리는 이후에 태권도 8단을 포함해 6개 종목 무술에서 유단자가 된다. 세계 가라테 챔피언으로 총 7번 등극하며, 미국 가라테 팀의 주장을 맡았고, 또한 가라테 대회에서 총 36개의 금메달을 획득하며 1982년에 가라테 명에의 전당에 이름을 올리게 된다. 빌리 블랭크스는 또 1984년에 매사추세츠주 골든글러브 챔피언이 되며 3개주 왕중왕 전에서도 골든글러브 챔피언으로 등극한다.
이후에 빌리는 보스턴으로 이주하여 자신의 가라테 도장을 개장한다. 그곳에서 그는 태권도 동작과 춤동작을 결합하여 태보 피트니스의 개념을 처음으로 떠올리게 된다. 1989년에는 로스앤젤레스로 이주하여 차고에서 수업을 하다 곧 셔먼 오크스(Sherman Oaks)에 빌리 블랭크스의 월드 트레이닝 센터(Billy Blanks World Training Center)를 개장하게 된다. 입소문으로 사람들이 몰리기 시작했지만 가수이자 댄서인 파울라 압둘(Paula Abdul)이 그곳에 왔을 때 태보 피트니스는 비로소 완성되었으며 사업은 흥하기 시작했다. 최근에는 브룩 쉴즈, 샤로트 로스, 멜리사 리브스, 캐서린 벨, 알리시아 코폴라 등 많은 유명 인사들도 빌리의 태보 피트니스의 효과를 보았다.
빌리 블랭크스는 자선에 힘썼다. 1999년에 빌리의 전 아내인 게일에 의해 세워진 빌리 블랭크스 재단을 세워 기부에 힘썼다. 빌리 블랭크는 또한 군사 훈련에 관련하여 많은 일을 하였는데, 그의 딸 셸리와 함께 이라크, 보스니아, 코소보, 사라예보, 그리스, 아프리카, 독일, 이탈리아 등에 있는 미군기지에서 군사 훈련을 진행하였다.

## 같이 보기
- 빌리의 부트캠프